# Jacinda Barrett
Jacinda Barrett (Brisbane, 2 augustus 1972) is een Australisch actrice en voormalig model. Ze werd in 2007 genomineerd voor de prijs voor beste actrice volgens het Australian Film Institute voor haar rol in The Last Kiss. Ze maakte in 1997 haar film- en acteerdebuut als Heather Wallace in de Amerikaanse horrorfilm Campfire Tales.
Barretts eerste ervaringen voor de camera waren niet in een film of televisieserie, maar die als deelneemster aan het realityprogramma The Real World van MTV. Zij nam deel aan het vierde seizoen, waarin ze samen met een aantal haar onbekende mensen een huis in Londen betrok.
Barrett trouwde in 2004 met de Amerikaanse acteur Gabriel Macht, met wie ze in 2007 dochter Satine Anais Geraldine kreeg en in 2014 zoon Luca.

## Filmografie
*Exclusief televisiefilms
- Seven in Heaven (2018)
- So B. It (2016)
- Matching Jack (2010)
- Middle Men (2009)
- New York, I Love You (2009)
- School for Scoundrels (2006)
- The Last Kiss (2006)
- The Namesake (2006)
- Poseidon (2006)
- Ripley Under Ground (2005)
- Bridget Jones: The Edge of Reason (2004)
- Ladder 49 (2004)
- The Human Stain (2003)
- Urban Legends: Final Cut (2000)
- 24-Seven (1999)
- Immaculate Springs (1998)
- Art House (1998)
- Campfire Tales (1997)

## Televisieseries
*Exclusief eenmalige (gast)rollen
- Bloodline - Diana Rayburn (2015-2017, 33 afleveringen)
- The Following - Julia (2014, drie afleveringen)
- Zero Hour - Laila Galliston (2013, dertien afleveringen)
- Suits - Zoe Lawford (2012-2013, drie afleveringen)

- Bibsys: 11014423
- Biblioteca Nacional de España: XX5560140
- Bibliothèque nationale de France: cb15746678x (data)
- Gemeinsame Normdatei: 1025097998
- International Standard Name Identifier: 0000 0001 1492 8916
- Library of Congress Control Number: no2005027391
- Nationale Bibliotheek van Israël: 987007360356105171
- Système universitaire de documentation: 167811843
- Virtual International Authority File: 66199410
- WorldCat: E39PBJwxFmbhHjkXTFjJXkjcT3